# Chondrostega
Chondrostega és un gènere de lepidòpters ditrisis de la família Lasiocampidae.

## Taxonomia
El gènere Chondrostega  inclou 15 espècies:
- Chondrostega aurivillii Püngeler, 1902
- Chondrostega constantina Aurivillius, 1894
- Chondrostega darius Wiltshire, 1952
- Chondrostega fascianum Staudinger, 1892
- Chondrostega gotschmanni Stertz.
- Chondrostega hyrcana Staudinger, 1871
- Chondrostega intacta Gaede, 1932
- Chondrostega longespinata Aurivillius, 1894
- Chondrostega murinum Aurivillius, 1927
- Chondrostega osthelderi Püngeler, 1925
- Chondrostega palaestrana (Staudinger, 1891)
- Chondrostega pastrana Lederer, 1858
- Chondrostega ruficornis Aurivillius, 1921
- Chondrostega tingitana Powell, 1916
- Chondrostega vandalicia (Millière, 1865)